# Takuya Iwanami
Takuya Iwanami (jap. 岩波 拓也 Iwanami Takuya; ur. 18 czerwca 1994) – japoński piłkarz. Obecnie występuje w Vissel Kobe.

## Kariera klubowa
Od 2012 roku gra w zespole Vissel Kobe.

## Kariera reprezentacyjna
Został powołany do kadry na Igrzyska Olimpijskie w 2016 roku.